# Avenida de Andalucía (Jaén)
La Avenida de Andalucía jiennense es una de las principales vías de la ciudad. Conocido coloquialmente como el Gran Eje, cruza la ciudad de este a oeste (compartiendo su importancia con el Paseo de la Estación, que cruza la ciudad de norte a sur). Comienza en el cruce de la Avenida Ruiz Jiménez, la Avenida Eduardo García Maroto y el Paseo de la Estación en la Plaza de la Fábrica de Perfumes, y termina en otra intersección con la Carretera de Córdoba. Es una vía con gran relevancia, tanto comercial como transportista. Primero se llamó Rodríguez Acosta, después Gran Eje y por último Avenida de Andalucía.

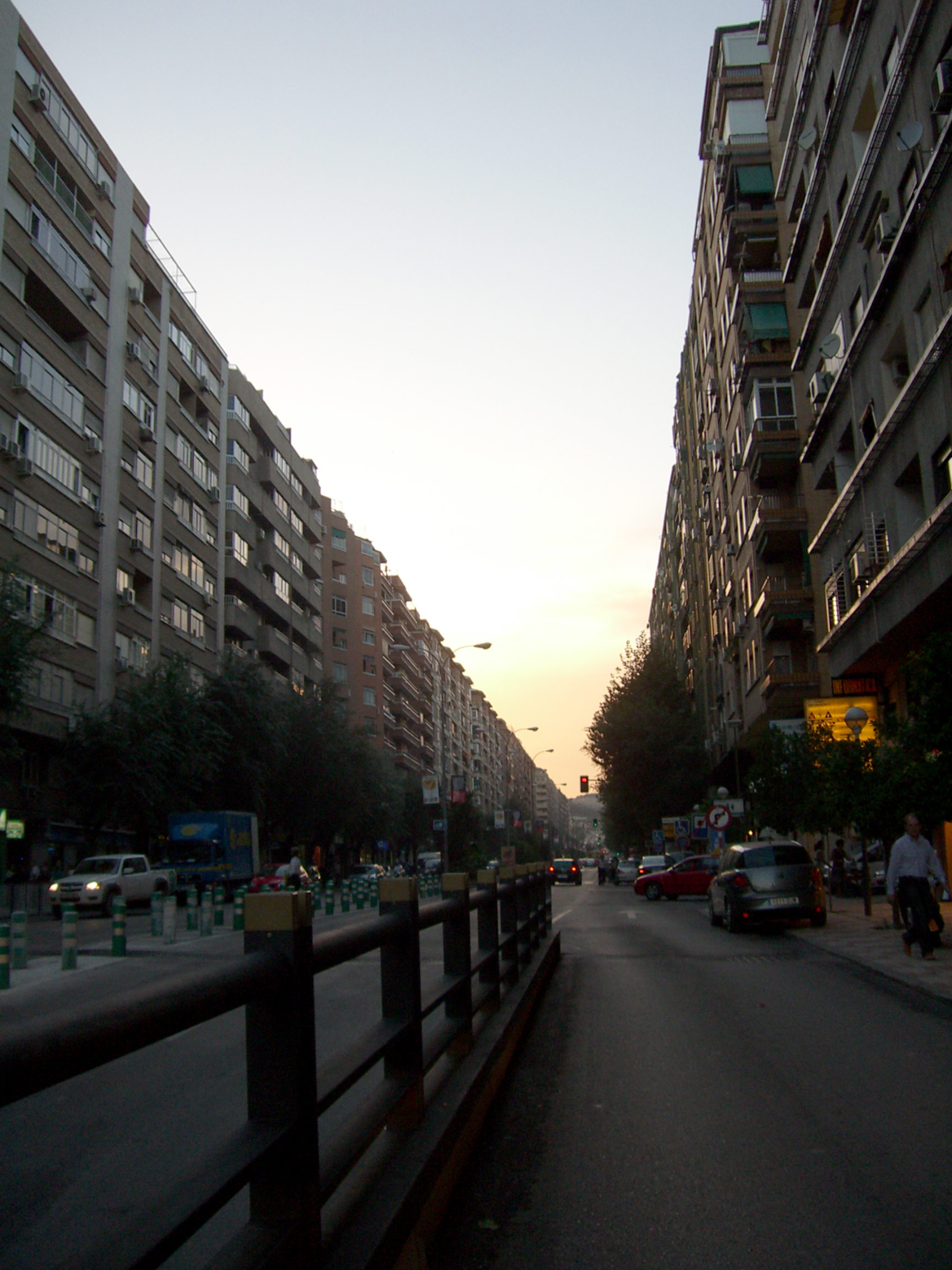
La avenida en su inicio.

- Datos: Q6391741
- Multimedia: Avenida de Andalucía, Jaén / Q6391741